# Arthur Sinodinos
Arthur Sinodinos (ur. 25 lutego 1957 w Newcastle) – australijski polityk, członek Liberalnej Partii Australii (LPA). Od 2011 senator ze stanu Nowa Południowa Walia, od 2015 sekretarz gabinetu Malcolma Turnbulla.

## Życiorys

### Pochodzenie i kariera zawodowa
Jest Australijczykiem w drugim pokoleniu, oboje jego rodzice byli imigrantami z Grecji. Uzyskał licencjat z handlu na Uniwersytecie w Newcastle, Australia. Po studiach został przyjęty do służby cywilnej, w ramach której w latach 1980-1987 i ponownie 1989-1995 pracował jako urzędnik Departamentu Skarbu. W latach 1987–1989 oraz 1995-1996 był doradcą federalnego lidera opozycji, gdy stanowisko to zajmował John Howard. Kiedy w 1996 Howard został premierem Australii, Sinodinos został członkiem jego personelu politycznego, a z czasem awansował na szefa tego zespołu. W 2006 opuścił sektor publiczny i zajął się bankowością inwestycyjną oraz innymi dziedzinami biznesu.

### Kariera polityczna
W latach 2011–2012 był federalnym przewodniczącym LPA, przy czym stanowisko to nie oznacza szefowania partii, wiąże się raczej z obowiązkami bliższymi sekretarzom generalnym partii w Polsce. W październiku 2011 Parlament Nowej Południowej Walii wybrał go do Senatu Australii, działając zgodnie z przepisami o uzupełnianiu składu Senatu w trakcie trwania kadencji. Sinodinos miał dokończyć kadencję senator Helen Coonan, która złożyła rezygnację. W 2013 został wybrany przez mieszkańców stanu na pełną, sześcioletnią kadencję senacką, którą rozpoczął w 2014.
We wrześniu 2013 wszedł do szerokiego składu rządu jako wiceminister skarbu. W grudniu 2014 podał się do dymisji w związku z oskarżeniami, iż firma, której radą nadzorczą kierował w okresie swej pracy biznesowej, była za jego kadencji zamieszana w skandal korupcyjny. Sam Sinodinos nie usłyszał jednakże żadnych formalnych zarzutów i we wrześniu 2015 powrócił do rządu jako sekretarz nowo utworzonego gabinetu Turnbulla (w randze członka tego gabinetu).

## Odznaczenia
W 2008 otrzymał Order Australii klasy Oficer.